# Raôul Duguay

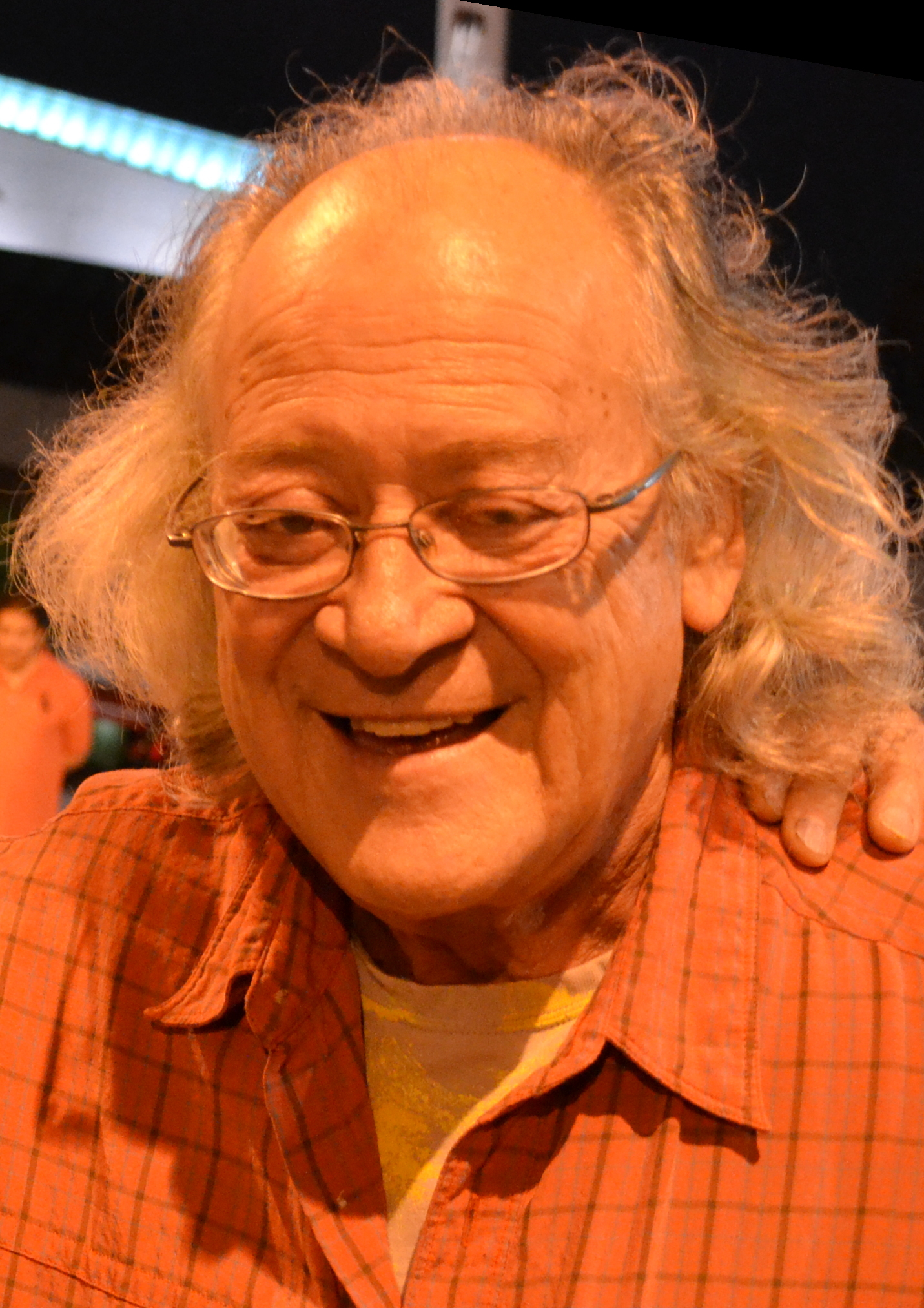
Raôul Duguay, 2011.

Raôul Duguay (Pseudonym: Luoar Yaugud; * 13. Februar 1939 in Val-d’Or/Québec) ist ein kanadischer Singer-Songwriter und Komponist.

## Leben
Nach dem Studium diverser Kunstrichtungen begann Duguay 1965, Shows in Quebec als Sänger, Gitarrist, Trompeter, Pianist und Storyteller zu präsentieren. Mit Walter Boudreau und Mitgliedern des Quatuor de jazz libre du Québec gründete er 1968 die Gruppe Infonie, ein multimediales Ensemble aus 22 Musikern, das eine Mischung aus klassischer Musik, Pop und zeitgenössischer Musik spielte. Er wirkte als Textautor und Musiker an den Aufnahmen der Gruppe mit, der er bis 1972 angehörte und schrieb auch danach noch Texte zu Kompositionen Boudreaus.
Daneben veröffentlichte er verschiedene Texte, darunter Le manifeste de l'Infonie: le ToutArtBel (1970), schrieb Beiträge zu La Barre du jour und Mainmise und gab die Essaysammlung Musiques du Kébèk (1971) heraus, für die er das Vorwort schrieb. Für das Theater schrieb er Stücke, zu den er oft auch die Musik schrieb und das Bühnenbild entwarf und in denen er selbst auftrat. Er trat in dem Dokumentarfilm L'Infonie inachevée auf und produzierte Ô ou l'invisible enfant.
In den 1980er Jahren wandte sich Duguay verstärkt der Komposition zu und wurde einer der führenden Repräsentanten der New-Age-Musik in Québec. Zu seinen Werken dieser Zeit zählen Sept für Streichquartett (1981), das Oratorium Kébec à la porte (1982) und die Multimedia-Show Le Pyradôme (1988). Für Boudreaux schrieb er den Text zu der sinfonischen Dichtung Golgatha, mit dem dieser 1991 den Grand Prix Paul-Gilson der Communauté des Radios Publiques de Langue Française gewann. Mit Michel Robidoux nahm er die Alben Douceur (1985) und Nova (1989) auf.